# Balmer (cratera)
A cratera de Balmer é uma cratera lunar de 112 km de diâmetro, localizada a 20.1° N, 70.6° E, a este-sudeste da  cratera Vendelinus.
Foi assim chamada em homenagem ao físico e matemático suíço Johann Jakob Balmer.